# Зано, Ник
Ник За́но (англ. Nick Zano, род. 8 марта 1978, Натли, Нью-Джерси, США) — американский актёр и продюсер, известный по роли Винса в сериале «За что тебя люблю».

## Биография
Ник Зано родился 8 марта 1978 года в городе Натли, штат Нью-Джерси. В детстве жил во Флориде, посещал местную школу Веллингтон, параллельно участвуя в театральных постановках и играя в театре. В старших классах вместе с друзьями продюсировал еженедельное комедийное шоу, которое выходило на школьном телевидении. Зано писал сценарии, режиссировал и периодически снимался в сериале. Благодаря этому получил возможность участвовать в программе для начинающих кинодеятелей JVC Universal Film Competition, в которой также принимало участие более 800 местных школьников.

### Личная жизнь
С февраля 2008 года Зано встречался с актрисой Хейли Дафф. Пара распалась в 2011 году. C декабря 2011 по 2014 год встречался с партнёршей по сериалу «Две девицы на мели» Кэт Деннингс.

## Карьера
Вскоре после окончания школы, Зано переехал в Лос-Анджелес и получил работу в маленькой производственной кинокомпании, занимающейся кино и телепроектами. Параллельно с этим, Зано выступил продюсером ежегодно проводимого мероприятия под названием Living Position — в рамках программы World AIDS Day, ведущий которого был Лу Даймонд Филлипс. Также Зано подрабатывал продавцом в модном обувном магазине, где его и заметила сотрудница канала MTV, искавшая, в тот момент,подходящую кандидатуру на место обозревателя киноновостей в программу Movie House. Зано также некоторое время поработал в качестве корреспондента канала, а затем началась его карьера в телешоу.
В 2003 году Ник получил роль Винса, парня Холли (в исполнении Аманды Байнс) из сериала канала The WB - «За что тебя люблю». Появившись во втором сезоне, актёр вошёл в основной состав шоу и не покидал его вплоть до закрытия в апреле 2006 года. После этого Зано стал ведущим реалити-шоу на MTV Why Can't I Be You?
В следующем году появился вместе с Хейли Дафф и Фрэнки Мунизом в романтической комедии «Мой самый сексуальный год». Картина получила смешанные отзывы, а премьера состоялась на фестивале Hamptons International Film Festival 2007. В 2008 году Ник вместе с актёром Дрейком Беллом сыграл в фильме студии MGM «Колледж», а также фильмах «Крошка из Беверли-Хиллз» и «Ничего себе поездочка 2: Смерть впереди».
В 2009 году Зано снялся в одной из главных ролей в фильме «Пункт назначения 4» и появился в нескольких эпизодах комедийного шоу «Город хищниц» канала ABC. В 2010 году Зано вошёл в основной состав телесериала канала The CW «Мелроуз-Плейс», который был закрыт по окончании первого сезона из-за низких рейтингов.

## Фильмография
| Год       | Название                                | В оригинале                              | Роль                             | Примечания                                 |
| --------- | --------------------------------------- | ---------------------------------------- | -------------------------------- | ------------------------------------------ |
| 2002      | Поймай меня, если сможешь               | Catch Me If You Can                      | Джеймс                           | не указан в титрах                         |
| 2003—2006 | За что тебя люблю                       | What I Like About You                    | Винс                             | 54 эпизода                                 |
| 2004      | Толстяк Альберт                         | Fat Albert                               | Продавец камер                   |                                            |
| 2005      | Всё, что пожелаешь                      | Everything You Want                      | Квинн Эндрюс                     | Телевизионный фильм                        |
| 2007      | Седьмые небеса                          | 7th Heaven                               | Доктор Джонатан Сандерсон        | 3 эпизода                                  |
| 2007      | Мой самый сексуальный год               | My Sexiest Year                          | Пирс                             |                                            |
| 2008      | Колледж                                 | College                                  | Тони «Тиг» Гаррисон              |                                            |
| 2008      | Крошка из Беверли-Хиллз                 | Beverly Hills Chihuahua                  | Брайан                           |                                            |
| 2008      | Ничего себе поездочка 2: Смерть впереди | Joy Ride 2: Dead Ahead                   | Бобби                            | Сразу на DVD                               |
| 2009      | Руководство по использованию            | Operating Instructions                   | Люк Тейлор                       | пилот не проданного сериала                |
| 2009      | Пункт назначения 4                      | The Final Destination                    | Хант Винорски                    |                                            |
| 2009      | Город хищниц                            | Cougar Town                              | Джош                             | 5 эпизодов                                 |
| 2010      | Мелроуз-Плейс                           | Melrose Place                            | Дрю Прагин                       | 5 эпизодов                                 |
| 2010—2011 | Тайная жизнь американского подростка    | The Secret Life of the American Teenager | Доктор Миллер                    | Эпизоды «Sweet and Sour» и «…Or Not To Be» |
| 2011      | До смерти красива                       | Drop Dead Diva                           | Тим Кляйн                        | Эпизод «Hit and Run»                       |
| 2011—2014 | Две девицы на мели                      | 2 Broke Girls                            | Джонни                           |                                            |
| 2011      | В отчаянных поисках Санты               | Desperately Seeking Santa                | Дэвид                            |                                            |
| 2012      | 90210: Новое поколение                  | 90210                                    | Престон Хиллингсбрук             |                                            |
| 2015      | Особое мнение                           | Minority Report                          | Артур Уотсон                     | 10 эпизодов                                |
| 2016—2022 | Легенды завтрашнего дня                 | Legends of Tomorrow                      | Натаниель (Нейт) Хейвуд / Сталь  | Главная роль (2-7 сезон), 94 эпизодов      |
| 2016      | Стрела                                  | Arrow                                    | Натаниель (Нейт ) Хейвуд / Сталь | Эпизод «Вторжение!»                        |